# Zone-C
Der Zone-C (Zone Contact) ist eine bei der Registrierung von Domains angegebene Person (normalerweise vom Internet Service Provider), die in der Registrierungsdatenbank eingetragen (bei .de-Domains z. B. in der Registrierungsdatenbank der DENIC) wird. Der Zone-C ist der Zonenverwalter und betreut den oder die Nameserver des Domaininhabers.
Neben dem Zone-C gibt es noch die Rollen des Admin-C (Administrative Contact) und des Tech-C (Technical Contact).
Die DENIC hat 2018 die Verwendung des Zone-C aufgegeben.